# Cleora nesiotis
Cleora nesiotis là một loài bướm đêm trong họ Geometridae.